# АЕС Ві-Сі Саммер
Ві-Сі Саммер (англ. Virgil C. Summer Nuclear Generating Station) — діюча атомна електростанція розташована поблизу Дженкінсвіля, Південна Кароліна, в окрузі Ферфілд, Південна Кароліна, приблизно за 32 км, на північний захід від Колумбії.
Завод має один 3 контурний водно-водяних ядерних реактори Westinghouse, який отримав схвалення 20-річного продовження ліцензії, враховуючи закінчення терміну дії ліцензії енергоблока 1 з 2022 по 2042 рік. Його охолоджуюча вода подається з водосховища Монтічелло, яке також використовується гідроакумулюючою (гідроелектростанцією). На заводі використовується прямоточна система охолодження.
Компанія South Carolina Electric and Gas також займалася будівництвом двох блоків Westinghouse AP1000, які планувалося ввести в експлуатацію в 2020 році, але будівництво на них було припинено в 2017 році.
Атомна електростанція також включає виведений з експлуатації експериментальний блок трубчастого реактора Кароліна-Вірджинія (CVTR), неподалік від старого міста Парр, Південна Кароліна. CVTR був 17 MWe, важководний реактор.

## Блок 1
Ві-Сі Саммер блок 1 – це 3-контурний водно-водяний реактор Westinghouse. Реактор вперше почав промислову експлуатацію 1 січня 1984 року. Будівництво заводу коштувало 1,3 мільярда доларів США (еквівалентно 3 доларам США). мільярд у 2021 році) – на 24 відсотки менше на кіловат, ніж у середньому для 13 атомних станцій, побудованих за той самий період часу.
Дві третини станції Summer належать його оператору Dominion Energy. Інша третина належить Управлінню державної служби Південної Кароліни (Santee Cooper).

## Блоки 2 і 3
27 березня 2008 року компанія South Carolina Electric & Gas подала заявку до Комісії ядерного регулювання (NRC) на комбіновану ліцензію на будівництво та експлуатацію (COL) для будівництва двох  водно-водяні реактори типу AP1000 на 1100 МВт. 27 травня 2008 року SCE&G і Santee Cooper оголосили про укладення контракту на проектування, закупівлі та будівництво (EPC) з Westinghouse. Витрати були оцінені приблизно в 9,8 доларів США мільярдів для обох блоків AP1000, плюс витрати на передачу та фінансування. Оператори подали заявку на збільшення рахунків клієнтів на $1,2 млрд. (2,5%) на період будівництва для часткового фінансування капітальних витрат.
На початку 2017 року Westinghouse Electric Company переглянула дати введення в експлуатацію блоків 2 і 3 на квітень 2020 року та грудень 2020 року. У березні 2017 року компанія Westinghouse Electric Company подала заяву про банкрутство за статтею 11 глави через збитки в розмірі 9 мільярдів доларів від її двох проектів будівництва атомних станцій у США. SCANA розглянула свої варіанти щодо проекту і зрештою вирішила відмовитися від проекту в липні 2017 року. SCANA визначила, що добудувати лише 2-й блок і відмовитися від 3-го блоку можливо, і схилялася до цього варіанту внутрішньо, однак проект загинув, коли правління міноритарного партнера Санті Купера проголосувало за припинення всіх будівельних робіт, і SCANA не змогла знайти іншого партнера, який би замінив його.

## Навколишнє населення
Комісія з ядерного регулювання визначає дві зони планування на випадок надзвичайних ситуацій навколо атомних електростанцій: зону впливу шлейфу радіусом 16 км, пов’язаних насамперед з впливом та вдиханням радіоактивного забруднення, що передається повітрям, і зоною шляхів ковтання близько 80 км, пов’язаних насамперед із прийомом їжі та рідини, забрудненої радіоактивністю.

## Сейсмічний ризик
Відповідно до дослідження NRC, опублікованого в серпні 2010 року, оцінка Комісії з ядерного регулювання щорічного ризику землетрусу, достатнього для того, щоб спричинити пошкодження активної зони реактора влітку, становила 1 з 26 316.

## Дані реактора
Атомна станція Ві-Сі Саммер складається з одного робочого реактора. Два додаткові блоки, що будуються, були скасовані 31 липня 2017 року.
| Реакторна установка | Тип реактора             | Потужність (МВт) | Потужність (МВт) | Розпочато будівництво | Підключення до електромережі | Комерційна експлуатація | Закрити |
| Реакторна установка | Тип реактора             | Чистий           | Валовий          | Розпочато будівництво | Підключення до електромережі | Комерційна експлуатація | Закрити |
| ------------------- | ------------------------ | ---------------- | ---------------- | --------------------- | ---------------------------- | ----------------------- | ------- |
| Ві-Сі Саммер-1      | Westinghouse 3-контурний | 966              | 1003             | 1973-03-21            | 1982-11-16                   | 1984-01-01              |         |
| Ві-Сі Саммер-2      | Westinghouse AP1000      | 1117             | 1250             | 2013-03-09            | Скасовано                    | N/A                     |         |
| Ві-Сі Саммер-3      | Westinghouse AP1000      | 1117             | 1250             | 2013-11-02            | Скасовано                    | N/A                     |         |